# Jean-Pierre Soulier

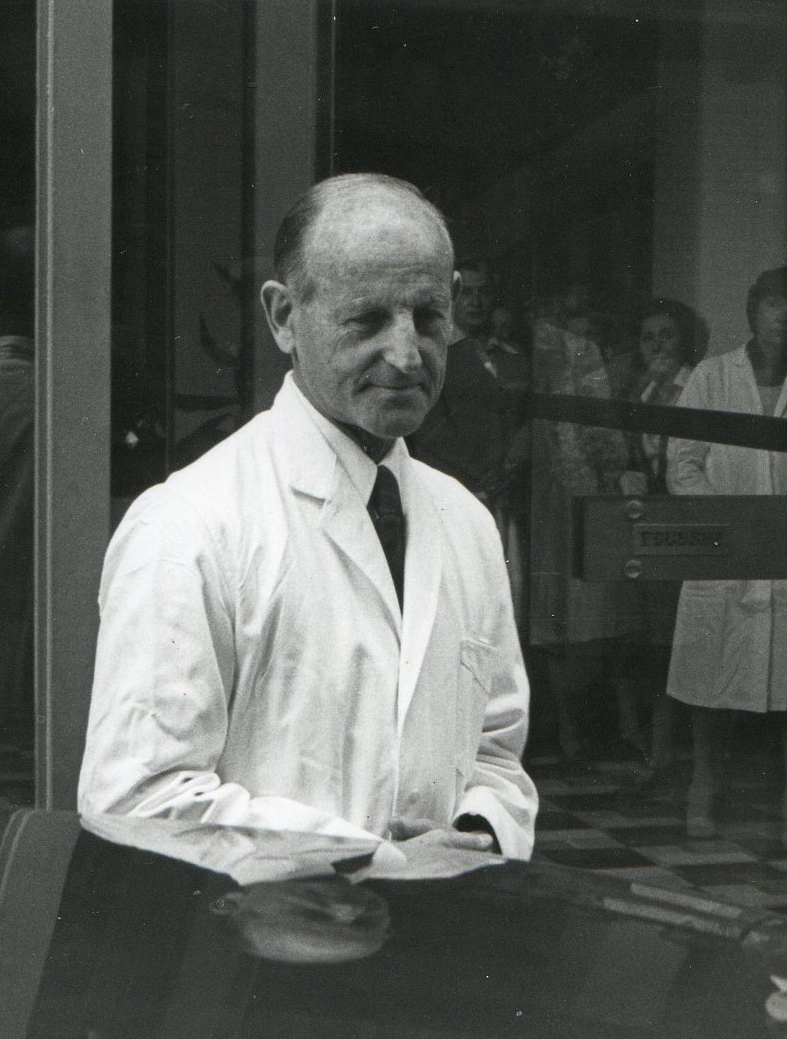
Jean-Pierre Soulier, 1980

Jean-Pierre Soulier (* 14. September 1915 in Étretat; † 18. Januar 2003 in Paris) war ein französischer Hämatologe.

## Leben
Jean-Pierre Soulier wurde 1915 in einem kleinen Ort in der Normandie geboren. Er war der Enkel eines Chirurgen. Nach dem Besuch der Grund- und der Oberschule in Rouen wechselte er im Alter von 15 Jahren zum Gymnasium „Pasteur“ im Pariser Stadtteil Neuilly, wo er die Hochschulreife erwarb. Anschließend absolvierte er ein Medizinstudium an der Universität in Paris, das er 1937 abschloss. Die weitere Ausbildung führte ihn 1945 für ein Jahr als Forschungsstipendiat in die Vereinigten Staaten an die Universität von Harvard. Nach seiner Rückkehr wurde er zunächst Leiter des Labors eines regionalen Blutspendedienstes in Paris. Neun Jahre später wurde er zum Direktor des Nationalen Instituts für Transfusionsservice ernannt. 1961 erlangte er die Professur für Hämatologie an der Universität von Paris. Von 1978 bis 1980 war er Präsident der Internationalen Gesellschaft für Transfusionsmedizin.

## Werk
Die Hauptinteressen seiner Forschungen lagen sowohl im Gebiet der Bluttransfusion als auch der Blutgerinnung. Er führte einige Techniken zur Untersuchung verschiedener Probleme in diesem Bereich ein. 1947 veröffentlichte er die Entdeckung der gerinnungshemmenden Substanz Phenylindanedione und die erste Zubereitung einer therapeutischen Blutplasma-Fraktion zur erfolgreichen Behandlung eines Faktor-IX- und Prothrombin-Komplex-Mangels. Nach ihm wurde das Bernard-Soulier-Syndrom, eine angeborenen Störung der Funktionen der Blutplättchen (Thrombozyten), mit vermehrter Blutungsneigung, benannt. 